# Y Leonis
Y Leonis (Y Leo / HIP 47178 / SAO 80927) es una estrella binaria de magnitud aparente +10,07.
Encuadrada en la constelación de Leo, visualmente se localiza unos 2,5º al este de Al Minliar al Asad (κ Leonis).
Está aproximadamente a 980 años luz del sistema solar.
Y Leonis es una binaria cercana «semidesprendida» así como una binaria eclipsante.
Durante el eclipse principal el brillo del sistema disminuye 3,11 magnitudes.
Su período orbital es de 1,68610 días y parece ser variable.
El plano orbital es perpendicular al plano del cielo.
La componente principal es una estrella blanca de tipo espectral A3 o A5V que contribuye con el 89 % de la luminosidad del sistema.
Tiene una masa de 1,9 masas solares y un radio un 90 % más grande que el del Sol.
La naturaleza de la componente secundaria no es bien conocida; diversas fuentes la consideran una subgigante de tipo K6IV-G9IV.
Posee el 29 % de la masa de su compañera —equivalente al 56 % de la masa solar—, con un radio que es 2,2 veces más grande que el radio solar.
La estrella principal es, además, una variable Delta Scuti con un período de 0,696 horas.